# Olympische Sommerspiele 1932/Leichtathletik – 4 × 400 m (Männer)

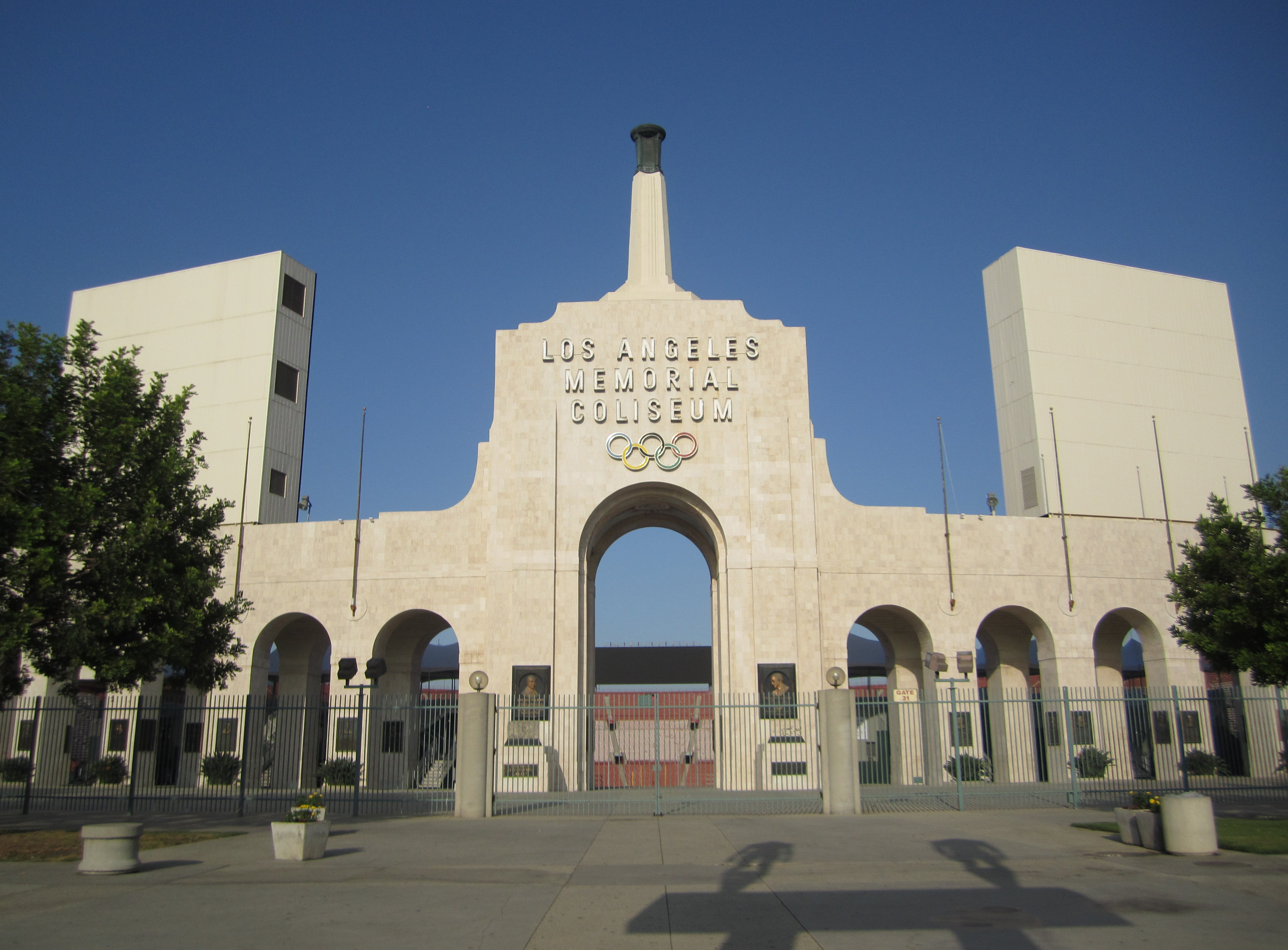
Eingang zum Los Angeles Memorial Coliseum

Die 4-mal-400-Meter-Staffel der Männer bei den Olympischen Spielen 1932 in Los Angeles wurde am 6. und 7. August 1932 im Los Angeles Memorial Coliseum ausgetragen. In sieben Staffeln nahmen 29 Athleten teil.
Die Goldmedaille gewann die US-amerikanische Staffel mit Ivan Fuqua, Edgar Ablowich, Karl Warner und Bill Carr (Finale) sowie dem im Vorlauf außerdem eingesetzten Walter Klinger. Bereits im Vorlauf erzielte das Team einen neuen Weltrekord, den die Mannschaft im Finale noch einmal deutlich verbesserte.
Silber ging an Großbritannien in der Besetzung Crew Stoneley, Tommy Hampson, David Burghley und Godfrey Rampling.
Bronze errang Kanada (Ray Lewis, James Ball, Phil Edwards, Alex Wilson).

## Rekorde

### Bestehende Rekorde
| Weltrekord         | 3:12,6 min | USA a (Maynor Shore, Alvin Hables, Leslie Hables, Ben Eastman)  | Fresno. USA                      | 8. Mai 1931    |
| Olympischer Rekord | 3:14,2 min | USA (George Baird, Fred Alderman, Emerson Spencer, Ray Barbuti) | Finale OS Amsterdam. Niederlande | 5. August 1928 |

### Rekordverbesserungen
Der bestehende Weltrekord wurde zweimal verbessert:
- 3:11,8 min – USA (Ivan Fuqua, Edgar Ablowich, Karl Warner, Walter Klinger), erster Vorlauf am 6. August 1932
- 3:08,2 min – USA (Ivan Fuqua, Edgar Ablowich, Karl Warner, Bill Carr), Finale am 7. August 1932

## Durchführung des Wettbewerbs
Die Staffeln traten am 6. August zu zwei Vorläufen an. Die jeweils drei besten Mannschaften – hellblau unterlegt – qualifizierten sich für das Finale, das am 7. August ausgetragen wurde.
Nur eine der angetretenen Staffeln schied aus. Dabei war von vornherein klar, dass dies im zweiten Vorlauf der Fall sein würde, denn im ersten Vorlauf waren nur drei Staffeln am Start, die unabhängig von den erzielten Zeiten lediglich regelgerecht ins Ziel kommen mussten, um im Finale dabei zu sein.

## Vorläufe
Datum: 6. August 1932

### Vorlauf 1
| Platz | Staffel            | Besetzung                                                      | Zeit       | Anmerkung |
| ----- | ------------------ | -------------------------------------------------------------- | ---------- | --------- |
| 1     | USA                | Ivan Fuqua Edgar Ablowich Karl Warner Walter Klinger (Vorlauf) | 3:11,8 min | WR        |
| 2     | Königreich Italien | Giacomo Carlini Giovanni Turba Mario De Negri Luigi Facelli    | 3:22,8 min |           |
| 3     | Deutsches Reich    | Joachim Büchner Walter Nehb Adolf Metzner Otto Peltzer         | 3:25,4 min |           |

### Vorlauf 2
| Platz | Staffel        | Besetzung                                                    | Zeit       | Anmerkung |
| ----- | -------------- | ------------------------------------------------------------ | ---------- | --------- |
| 1     | Japan          | Itaro Nakajima Iwao Masuda Seikan Oki Teiichi Nishi          | 3:16,8 min |           |
| 2     | Großbritannien | Crew Stoneley Tommy Hampson David Burghley Godfrey Rampling  | 3:21,8 min |           |
| 3     | Kanada         | Ray Lewis James Ball Phil Edwards Alex Wilson                | 3:21,8 min |           |
| 4     | Mexiko         | Ricardo Arguello Jesús Moraila Manuel Álvarez Carlos de Anda | 3:28,5 min |           |

## Finale
| Platz | Staffel            | Besetzung                                                                                    | Zeit       | Anmerkung                      |
| ----- | ------------------ | -------------------------------------------------------------------------------------------- | ---------- | ------------------------------ |
| 1     | USA                | Ivan Fuqua Edgar Ablowich Karl Warner Bill Carr (Finale) im Vorlauf außerdem: Walter Klinger | 3:08,2 min | WR / elektronisch: 3:08,14 min |
| 2     | Großbritannien     | Crew Stoneley Tommy Hampson David Burghley Godfrey Rampling                                  | 3:11,2 min |                                |
| 3     | Kanada             | Ray Lewis James Ball Phil Edwards Alex Wilson                                                | 3:12,8 min |                                |
| 4     | Deutsches Reich    | Joachim Büchner Walter Nehb Adolf Metzner Otto Peltzer                                       | 3:14,4 min |                                |
| 5     | Japan              | Itaro Nakajima Iwao Masuda Seikan Oki Teiichi Nishi                                          | 3:14,6 min |                                |
| 6     | Königreich Italien | Giacomo Carlini Giovanni Turba Mario De Negri Luigi Facelli                                  | 3:17,8 min |                                |

Datum: 7. August 1932
Auch über 4-mal 400 Meter war die US-Staffel der haushohe Favorit. Wie über 4-mal 100 Meter startete das Team nicht in Bestbesetzung. Allerdings verzichteten sie hier ‚nur‘ auf den 400-Meter-Olympiazweiten Ben Eastman und waren dennoch nicht zu bezwingen. Bereits im Vorlauf gab es einen neuen Weltrekord. Im Finale wurde Walter Klinger durch Bill Carr ersetzt. Mit 3:08,2 min wurde der Weltrekord um weitere 3,5 Sekunden verbessert. Die britische Staffel belegte Platz zwei vor Kanada, Deutschland wurde Vierter.
Die USA gewannen das dritte Mal in Folge die 4-mal-400-Meter-Staffel. Es war zugleich der vierte US-Sieg im fünften olympischen Finale.

## Video
- 1932 SUMMER OLYMPICS, OLYMPIC VILLAGE & EVENTS LOS ANGELES, CALIFORNIA HOME MOVIE (SILENT) 40144, Bereich: 9:10 min bis 9:53 min, youtube.com, abgerufen am 4. Juli 2021